# Киберманис, Оскарс
О́скарс Ки́берманис (латыш. Oskars Ķibermanis; род. 4 апреля 1993 года, Валмиера) — латвийский бобслеист, пилот, призёр чемпионатов мира, чемпион Европы 2020 года в двойках.
Родился 4 апреля 1993 года в Валмиере. Учился в начальной школе в Рунцене, Валмиерской Виестурской школе, Мурьяновской спортивной гимназии и Латвийской академии спортивной педагогики. До начала карьеры бобслеиста три года профессионально занимался плаванием и 7 лет — лёгкой атлетикой, был чемпионом в десятиборье на Латвийском чемпионате среди юниоров. В 2009 году участвовал в Европейской олимпиаде среди юниоров в Тампере в беге на 110 метров с барьерами. С лета 2011 года занимается бобслеем.
В 2012 году занимает второе место в четвёрке и 3 место в двойке на чемпионате мира среди юниоров. В 2014 году зимних Олимпийских играх в двойках занимает 16-е место, в четвёрках 14-е место. В 2017 году на чемпионате Европы занял 3-е место в двойке вместе с Матисом Микнисом. В том же году на чемпионате мира занял 10-е место в четверке и 4-е место в двойке. В 2018 году на зимних Олимпийских играх в двойках занимает 9-е место, в четвёрках — 10-е место.
В 2019 году завоевал серебро в четвёрках на чемпионате мира в Уистлере (золото досталось немецкому экипажу Франческо Фридриха) и на чемпионате Европы в Кёнигсзе. В 2020 году выиграл бронзу в двойках на чемпионате мира в Альтенберге (первые два места заняли немецкие экипажи) и стал чемпионом Европы в двойках на чемпионате Европы в Сигулде.